# Ryan Vesce
Ryan Vesce, född 7 april 1982 i Lloyd Harbor, New York, USA är en amerikansk ishockeycenter. Han har spelat för flera olika klubblag, bland annat San Jose Sharks i NHL och Skellefteå AIK i SHL.

### Fotnoter
1. ↑  Eurohockey.com, Eurohockey.com spelar-ID: 83638, läst: 25 april 2022.[källa från Wikidata]
2. ↑  ”Tidigare NHL-center klar för Skellefteå” (på svenska). Sportbladet. 19 augusti 2012. https://www.aftonbladet.se/sportbladet/hockey/a/21mRJG/tidigare-nhl-center-klar--for-skelleftea. Läst 3 april 2019.